# Circuito di Istanbul
Il circuito di Istanbul (ufficialmente Intercity İstanbul Park, anche noto come Istanbul Speed Park) è un tracciato automobilistico e motociclistico sito a Tuzla, alla periferia di Istanbul, in Turchia. Sorge sul lato asiatico della città, in una zona di recente sviluppo accanto al nuovo aeroporto internazionale Sabiha Gökçen, in prossimità dello svincolo di Kurtkoy, sull'autostrada che collega Istanbul ad Ankara. Ha ospitato tutte le nove edizioni del Gran Premio di Turchia di Formula 1 (dal 2005 al 2011 e tra il 2020 e il 2021), tutte le tre edizioni del Gran Premio di Turchia del Motomondiale (dal 2005 al 2007) e il Gran Premio di superbike di Istanbul nel 2013.

## Storia

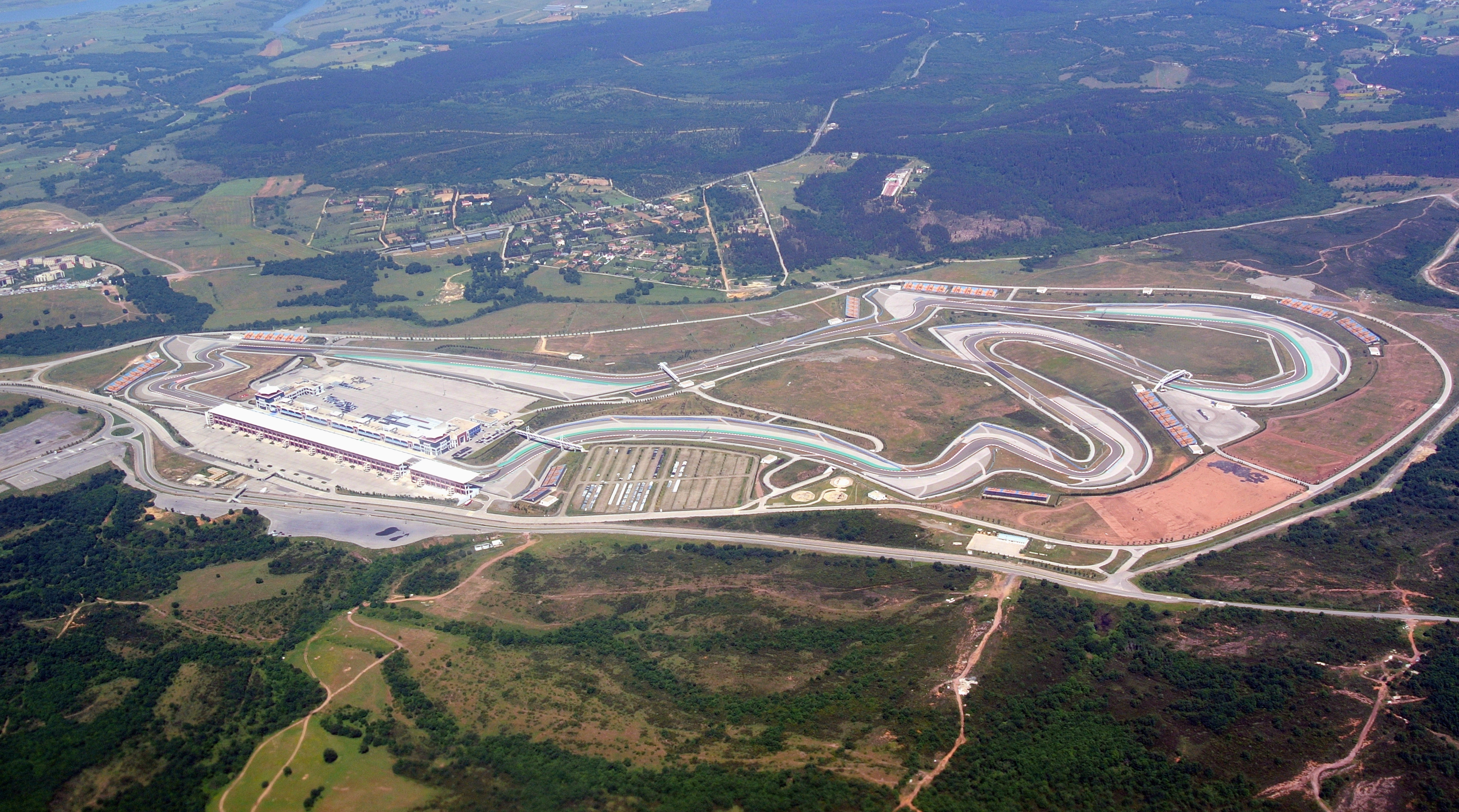
Il circuito visto dall'alto

I lavori di costruzione, iniziati nel 2003, sono terminati a ridosso della gara di Formula 1, appena in tempo per l'omologazione; il circuito è stato poi inaugurato il 21 agosto 2005, giorno della prima edizione del Gran Premio di Turchia. La pista è stata disegnata dallo studio di Hermann Tilke, già responsabile dei circuiti di Sepang, Manama e Shanghai, ma a differenza di questi tracciati realizzati su terreno pianeggiante, l'area prescelta è molto collinosa garantendo diversi saliscendi e un percorso più variato. Il circuito è lungo 5.338 metri e presenta 14 curve (8 a sinistra e 6 a destra) e 4 rettilinei da affrontare in senso antiorario, caratteristica inusuale sui circuiti della Formula 1. La velocità massima raggiunta è di circa 330 km/h, ma complessivamente il circuito è risultato più lento del previsto, con le difficoltà concentrate sulla lunga "Curva 8" con quattro punti di corda. Nel 2012 è stato escluso dal campionato del mondo di Formula 1 e di conseguenza non ha nemmeno richiesto alla FIA il rinnovo dell'omologazione di grado 1.
Nel 2015 il tracciato viene acquistato da una compagnia di noleggio locale e trasformato in una concessionaria di auto usate.
Nella stagione 2020 di Formula 1 il circuito viene aggiunto al calendario iridato dalla FIA, per garantire un certo numero di gare durante il campionato, condizionato dalla pandemia di COVID-19, segnando a distanza di nove anni il suo ritorno nel campionato mondiale.
Il circuito viene aggiunto nel calendario anche della stagione 2021 in sostituzione del circuito di Montréal sede del Gran Premio del Canada annullato a causa della pandemia. Successivamente il circuito viene posticipato dal calendario a causa delle restrizioni imposte dal Regno Unito ai viaggiatori provenienti dalla Turchia per via delle problematiche dettate dalla pandemia di COVID-19, venendo sostituito dal Red Bull Ring sede dell'aggiunta in calendario del Gran Premio di Stiria. Il mese successivo il circuito viene reinserito in calendario in sostituzione del Marina Bay Street Circuit sede del Gran Premio di Singapore, anch'esso annullato a causa della pandemia.
Il record assoluto del circuito è di 1'22"868 stabilito da Lewis Hamilton su Mercedes nelle qualifiche del Gran Premio di Turchia 2021.

## Albo d'oro della Formula 1
| 2005        | Kimi Räikkönen   | McLaren-Mercedes |                 |                 |
| 2006        | Felipe Massa     | Ferrari          |                 |                 |
| 2007        | Felipe Massa     | Ferrari          |                 |                 |
| 2008        | Felipe Massa     | Ferrari          |                 |                 |
| 2009        | Jenson Button    | Brawn-Mercedes   |                 |                 |
| 2010        | Lewis Hamilton   | McLaren-Mercedes |                 |                 |
| 2011        | Sebastian Vettel | Red Bull-Renault |                 |                 |
| 2012 - 2019 | Non disputatosi  | Non disputatosi  | Non disputatosi | Non disputatosi |
| 2020        | Lewis Hamilton   | Mercedes         |                 |                 |
| 2021        | Valtteri Bottas  | Mercedes         |                 |                 |

### Vittorie per pilota
| Vittorie | Pilota           | Anno(i)/Vettura                            |
| -------- | ---------------- | ------------------------------------------ |
| 3        | Felipe Massa     | 2006/Ferrari - 2007/Ferrari - 2008/Ferrari |
| 2        | Lewis Hamilton   | 2010/McLaren - 2020/Mercedes               |
| 1        | Kimi Räikkönen   | 2005/McLaren                               |
| 1        | Jenson Button    | 2009/Brawn                                 |
| 1        | Sebastian Vettel | 2011/Red Bull                              |
| 1        | Valtteri Bottas  | 2021/Mercedes                              |

### Vittorie per scuderia
| Vittorie | Scuderia | Anno(i)/Pilota                                            |
| -------- | -------- | --------------------------------------------------------- |
| 3        | Ferrari  | 2006/Felipe Massa - 2007/Felipe Massa - 2008/Felipe Massa |
| 2        | McLaren  | 2005/Kimi Räikkönen - 2010/Lewis Hamilton                 |
| 2        | Mercedes | 2020/Lewis Hamilton - 2021/Valtteri Bottas                |
| 1        | Brawn    | 2009/Jenson Button                                        |
| 1        | Red Bull | 2011/Sebastian Vettel                                     |